# Rio Calawah
O rio Calawah fica a 50 km do afluente do rio Bogachiel no condado de Clallam, no estado americano de Washington. Seus dois principais afluentes são o rio Calawah, sul e norte de Forks. O rio drena uma porção despovoada do sopé baixo das montanhas olímpicas; toda a bacia hidrográfica consiste em floresta virgem. O rio drena 129 milhas quadradas (330 km²) acima da Rodovia 101 dos EUA, que atravessa o rio cerca de 10,6 km da montante de sua foz.
O nome do rio é proveniente de uma palavra da tribo Quileute "qàlówa", que significa "entre", ou "rio médio".